# Акташ (село)
Акта́ш (рос. Акта́ш, з алтайської «Білий камень») — село, розташоване в Улаганському районі Республіки Алтай. Розташоване на південному схилі Курайського хребта, поблизу Чуйського тракту. Заснований був для видобутку ртуті, лісозаготівель, переробки деревини. У Акташі перебуває прикордонний загін, що охороняє кордон з Китаєм, Монголією і Казахстаном.
Основні підприємства: ДУ «Ел Телком» РРЦ-17, Дорожнє Ремонтно-Будівельне Управління (ДРСУ), Барнаульський прикордонний загін, міжрайонна лікарня, школа (в процесі будівництва, зруйнована Чуйським землетрусом).

## Релігія
У селі є 2 православні храми:
- Церква великомученика Георгія;
- Церква святого мученика Євгенія Мілетинського.

Обидві парафії належать до Горноалтайської єпархії Російської православної церкви.